# Donkia
Donkia is een monotypisch geslacht van schimmels behorend tot de familie Meruliaceae. Het bevat alleen Donkia africana.